# Municipio de Denver (Minnesota)
El municipio de Denver (en inglés: Denver Township) es un municipio ubicado en el condado de Rock en el estado estadounidense de Minnesota. En el año 2010 tenía una población de 173 habitantes y una densidad poblacional de 1,95 personas por km².

## Geografía
El municipio de Denver se encuentra ubicado en las coordenadas 43°48′24″N 96°14′2″O / 43.80667, -96.23389. Según la Oficina del Censo de los Estados Unidos, el municipio tiene una superficie total de 88.52 km², de la cual 88,51 km² corresponden a tierra firme y (0 %) 0 km² es agua.

## Demografía
Según el censo de 2010, había 173 personas residiendo en el municipio de Denver. La densidad de población era de 1,95 hab./km². De los 173 habitantes, el municipio de Denver estaba compuesto por el 100 % blancos. Del total de la población el 2,31 % eran hispanos o latinos de cualquier raza.